# Graham Stoker
Pour les articles homonymes, voir Stoker.
Graham Stoker est un avocat britannique du sport et un dirigeant du sport automobile. 
Il est vice-président pour le sport de la Fédération internationale de l'automobile (FIA) de 2009 à 2021. Il est membre du Conseil mondial du sport automobile de la FIA et membre honoraire du conseil de la Motor Sports Association (Royaume-Uni). 
Stoker est impliqué dans le sport automobile depuis qu'il a obtenu son diplôme de pilote à la Ian Taylor Racing School et à la Winfield Elf Motor Racing School en France. En 1985, il a rejoint la Royal Automobile Club Motor Sports Association (aujourd'hui Motorsport UK), l'instance dirigeante du sport automobile britannique, devenant le premier président des commissaires permanents du British Touring Car Championship de 1995 à 2001.

## Biographie
Il est devenu coprésident de la Motor Sports Association en 2001 lorsqu'il a été élu président du Motor Sports Council et membre de droit du conseil d'administration. Il a rejoint la FIA cette année-là lorsqu'il a été élu à la Cour d'appel internationale, et en 2004 à Rome, il a été élu au Conseil mondial du sport automobile de la FIA en tant que membre titulaire pour le Royaume-Uni.
En octobre 2009, il est élu vice-président de la FIA pour le sport, avec pour rôle de diriger le pilier sportif de la FIA, de développer le sport automobile dans le monde et de l'utiliser comme plate-forme mondiale pour promouvoir la responsabilité sociale et le développement international. Il est réélu à ce poste en décembre 2013.
Graham Stoker est également membre du Sénat, coprésident du Fonds d'innovation et président de la Commission de financement du sport, président du groupe de travail sur le Code sportif international, coprésident de la Commission de révision des statuts et administrateur honoraire de la Fondation FIA. Il est membre de la Commission Environnement et Développement Durable de la FIA et a accordé une accréditation environnementale à de nombreuses parties prenantes. Il représentera la FIA à la prochaine conférence COP 26 des Nations unies.
Stoker représente la FIA à l'AGFIS, l'association reconnue par le CIO des fédérations sportives mondiales basée à Lausanne. Il travaille en étroite collaboration avec les autres fédérations de "sports motorisés" FIM, UIM et FAI et il représente FIA Sport au Congrès du sport de l'UE et à d'autres réunions internationales.
Il reste membre honoraire du UK Motorsport Council, ainsi que membre honoraire du British Automobile and Racing Club. Il est aussi mécène de l'association caritative F1 in Schools.
Graham Stoker est un expert reconnu en droit du sport et membre de longue date du UK Sports Dispute Resolutions Panel. Il a réglé de nombreux différends dans un large éventail de sports, y compris la sélection de « l'équipe d'Angleterre » aux Jeux du Commonwealth. Il a de l'expérience dans la lutte contre le dopage, ayant été président de la Commission antidopage de la FIA, et est un expert de la gouvernance sportive internationale.
Membre de longue date du Royal Automobile Club, il est également un ancien membre du comité politique de la Fondation RAC. Membre du barreau britannique de l'environnement, il possède une vaste expérience des transports et de la politique environnementale, ayant participé à de nombreuses enquêtes publiques au Royaume-Uni et à la Chambre des communes, et est membre du barreau parlementaire.
Il a fait ses études à la London School of Economics et au London Institute of Advanced Legal Studies. Admis au barreau anglais, il est titulaire du prix Winston Churchill, membre du Middle Temple et du Lincoln's Inn, et un avocat de premier plan dans les domaines du sport et du droit international.